# Papež Benedikt VI.
Papež Benedikt VI. (latinsko Papa Benedictus Sextus), rimski katoliški menih, Rimljan germanskega oziroma nemškega porekla, škof in papež; * 10. stoletje Rim (Papeška država, Vzhodno Frankovsko kraljestvo), † 8. julij 974 Rim (Sveto rimsko cesarstvo, danes: Italija) 

Bil je papež od svoje izvolitve septembra 972 do smrti 8. julija 974.

## Življenjepis
Benedikt (latinsko Benedictus; italijansko Benedetto; nemško Benedikt) je po seznamu papežev 134., v Mračnem stoletju pa 28. papež. Njegov oče Hildebrand (latinsko Hildebrandus; italijansko Ildebrando) je bil Rimljan germanskega oziroma nemškega porekla. 

V Liber pontificalis manjka njegov življenjepis; iz obstoječega papeškega seznama je mogoče razbrati le to, da je bil kardinal-diakon pri cerkvi San Teodoro ob vznožju Palatina, v osmi četrti - s področja Foruma, in da je bil menih.  

## Papež
Po smrti Janeza XIII. so Benedikta izvolili za papeža v septembru 972. Najverjetneje so čakali na potrditev svetorimskega cesarja Otona I., tako da je bil posvečen šele 19. januarja 973.

Oton Veliki je umrl 7. maja 973 in zapustil prestol svojemu komaj osemnajstletnemu sinu Otonu II. Izbruhnila je nasledstvena državljanska vojna med njim in bavarskim vojvodom Henrikom Prepirljivcem.  

V Rimu so nastali nemiri in uporniki so 974 napravili prekucijo; na njihovo čelo se je postavila rodbina Krescencijev; Krescencij  sam je bil sin Teodore mlajše iz Teofilaktove rodovine ter brat prejšnjega papeža Janeza XIII., in je sebe imenoval za patricija. Zviti diakon Bonifacij Franco se je vrinil za papeža in je sebe oklical za Bonifacija VII.. 

Benedikta so vrgli v ječo v Angelskem gradu ter razglasili njegovo odstavitev.   

### Dela
- »Documenta Catholica Omnia« (v latinščini). Pridobljeno 6. decembra 2011.

1. Med prvimi ukrepi je bila obnova predpravic Cerkve v Trierju, ki jih je že podelil Janez XIII.; potrdila jih je sinoda 27. januarja 973 [10].
2. Samostanu v Vézelayu v Burgundijskem kraljestvu je potrdil vse posesti; poleg tega še pomembno predpravico, ki je postala značilna stalnica vseh papeških podelitev v korist samostanov: izvzetost izpod škofovske oblasti, razen kar se tiče posvečenj in posvetitev, za katere je moral opat zaprositi škofa. [11]
3. Simonijo sta poskušala omejiti tako papež kot cesar s celo vrsto listin, kakor tudi skrb za opatijske nadarbine, ki sta jih ščitila pred posegi plemičev ali škofov; to se izraža v predpravicah samostanov v Subiacu [12], Sv. Petra v španskem Rodasu [13] in St.-Pierre di Mont-Blandin v Belgiji [14]. [15]
4. Papež Benedikt VI. je prepovedal prodajanje cerkvenih služb. [16]
5. Obstaja tudi listina z odločbo, s katero salzburškega nadškofa Friderika imenuje za apostolskega vikarja vzhodne in južne Panonije. S tem je postal tudi nadpastir Ogrov; tako se je začelo njihovo spreobračanje v katoličanstvo. Danes sicer menijo, da je ta listina ponarejena, saj bi sicer ne prišlo tako hitro do neodvisne cerkvene ureditve pod kraljem Štefanom nedolgo zatem.[17]
6. Po prizadevanjih češkega kneza Boleslava II. in v soglasju s cesarjem ter regensburškim škofom Wolfgangom je 973 ustanovil škofijo v Pragi.
7. Cesar Oton II. je z darovnicama 30. junija 973 in 23. novembra 973 freisinški škofiji poklonil Škofjo Loko in prostrana ozemlja njene okolice. [7]

## Smrt in spomin
Ko je Oton II. zvedel za papeževo odstavitev in zapor, kakor tudi, da mu strežejo po življenju, je poslal kneza Sica (Sico, Sicco, Siccone), da bi napravil red. Sico je zahteval izpustitev papeža Benedikta, toda protipapež je spodbujal njegov umor. Preden je mogel Sico strmoglaviti samodržca, je duhovnik po imenu Štefan v ječi  - kjer je prečemel manj ko dva meseca - umoril papeža Benedikta. Umrl je 8. julija 974 v Rimu in sicer ga je dal zadaviti zaprtega v Angelskem gradu njegov nasprotnik Bonifacij VII.. 

Pokopan je v stari Baziliki sv. Petra v Vatikanu. 

## Ocena
- Vsa dejanja njegovega papeževanja so se odvijala v smeri cerkvene politike, kot sta jo začrtala Leon VIII. in Janez XIII., ter jo izvajala zlasti med nemško duhovščino in je bila usmerjena k razcvetu meniškega življenja, kot je hotel Oton I.. [15]
- Zgodovinarji menijo, da je bil Benedikt VI. dober papež, ki pa ni imel sreče, da bi vladal dalj časa. [19]

### Mračno stoletjeincezaropapizem
- Z vzpostavitvijo rimsko-nemškega cesarstva 962 se je začela oblikovati tudi t.i. Reichskirche (državna Cerkev). Že Karel Veliki je v nekaterih primerih sam imenoval škofe, Oton I. pa je njegov državni cerkveni sistem dopolnil. Zagotovil si je pravico imenovanja in umeščanja škofov; tako je uvedel laično investituro za visoke cerkvene službe, ki so odslej bile povezane z bogatimi fevdi. Škofje so z umeščanjem postali cesarjevi vazali, Cerkev je vse bolj postajala »osrednja državna ustanova«. V času Otona III. je laična investitura postala že reden državni sistem, istočasno pa so se pojavile številne neugodne posledice takega sestava; za Cerkev je bilo torej povezovanje s fevdalnim sistemom pogubno. [20] Z obnovo Svetorimskega cesarstva nemške narodnosti je po Mračnem stoletju nastopil torej za Cerkev čas prav tako mračnega cezaropapizma z laično investituro, kar je pripeljalo do dolgotrajnega, nepopustljivega in izčrpljujočega investiturnega boja. Cesar se je začel vmešavati v cerkvene zadeve ne le z umeščanjem škofov in opatov, ampak tudi s postavljanjem in odstavljanmjem papežev.
- Za papeže je bilo 10. stoletje vsekakor temačno obdobje in ga po pravici imenujemo Mračno stoletje. Kronika, ki jo je napisal nemški škof Liutprand, slika posvetnost na papeškem dvoru; vendar je njegova poročila treba brati s pridržkom, saj je bil pisec zelo protirimsko razpoložen - kar tudi sam izrecno poudarja - in je zato dvomno, da je pisal nepristransko. [21] Za to obdobje torej manjkajo neodvisni in nepristranski zgodovinski viri. Večino poročil o škandalih, nasilju in razvratu v Rimu je napisal torej že omenjeni Liutprand. Svojemu delu je dal pomenljiv naslov Maščevanje (Obračun, Antapodosis). Ta naslov daje slutiti, da je v svojem pripovedovnju brez dvoma pretiraval, pa tudi potvarjal zgodovinsko resnico, da bi se na ta način maščeval nekaterim ljudem, ki so se mu zamerili. Kljub Liutprandovim pretiravanjem pa je bilo v takratni družbi res marsikaj slabega, kar je najedalo tudi Cerkev tako od zunaj kot od znotraj. Tako si lahko ustvarimo mnenje, da je to bil v resnici strašen čas. [22]